# Analisi delle opere di Pier Paolo Pasolini
Le opere di Pier Paolo Pasolini, autore delle più svariate esperienze, dalla poesia alla narrativa, dalla critica al cinema e al teatro, sono state e sono oggetto di studio intenso nel panorama recente della nostra letteratura.
Si possono suddividere le opere di Pasolini in quattro periodi: il primo periodo, quello del mito contadino, va dalle Poesie a Casarsa del 1942 fino all'ultima parte dell'Usignolo della Chiesa Cattolica; il secondo periodo, del mito sottoproletario, comprende con fasi diverse, tutto il decennio degli anni cinquanta; il terzo periodo estende il mito precedente al cinema integrandolo con il mito del Terzo mondo e il quarto periodo, quello della crisi, dove non scrive più versi ma accentua la produzione critica e teorica sulla lingua, la letteratura e il cinema.

## Pasolini poeta

### L'esperienza del dialetto e la produzione in friulano
L'esordio poetico di Pasolini è nel dialetto di Casarsa luogo amato dei suoi soggiorni estivi dove egli scopre la vita e la natura. Il dialetto di questa zona occidentale del Friuli, sul lato destro del Tagliamento, è un dialetto che il poeta usava nella vita quotidiana e senza alcuna tradizione letteraria, era la lingua materna incontaminata ed estranea alle forme moderne che veniva usata in quel piccolo idilliaco mondo. 
Pasolini individua nel dialetto la lingua intatta dalle contaminazioni della letteratura e della vita borghese sulla quale può agire con una spontanea sperimentazione che, a poco a poco, sarà sostenuta da idonei strumenti filologici-linguistici.

#### Poesie a Casarsa
(Ploja tai cunfìnsda Poesie a Casarsa, Libreria Antiquaria Mario Landi, Bologna 1942)
(Pioggia sui confini, Poesie a Casarsa)
Le Poesie a Casarsa vengono pubblicate a Bologna nel 1942 e riscritte nel friulano istituzionale per la pubblicazione del volume La meglio gioventù nel quale verranno raccolte con la traduzione dello stesso autore in italiano. La cultura letteraria dell'autore è la poesia provenzale di Peire Vidal, l'Ungaretti dalla parola essenziale, il Leopardi dal ritmo dolente e gran parte della poesia francese, spagnola e catalana, da Verlaine a Mallarmé, da Jiménez a Lorca e Machado
Consapevole della consunzione della lingua italiana del Novecento, Pasolini adotta la poesia dialettale per recuperare il valore semantico e mitico della parola orale e non scritta rappresentativa di una comunità che nel dialetto riconosce se stessa.
In questo rivendicare una poetica del friulano come antidialetto e quindi lingua, si avverte una inconscia ragione politica e cioè il rifiuto al centralismo livellatore del regime fascista.
Utilizzando il friulano, il codice linguistico diventa stilisticamente libero condizionando i contenuti.

Semplici paesaggi friulani fanno da sfondo alle Poesie a Casarsa immersi in un'atmosfera struggente che rende fragile la serenità di questo mondo arcaico sul quale incombe un presagio di morte e corruzione.
Si affiancano temi e simboli tipici della tradizione poetica decadente con la figura centrale di Narciso come simbolo sospeso tra la serenità dell'infanzia, l'adolescenza e la morte vista come l'unica possibilità per evitare la perdita nel mondo adulto dell'innocenza.

#### La meglio gioventù
(Il dì da la me muàrtda La meglio gioventù, Sansoni, Firenze 1954)
(Il giorno della mia morte)
La meglio gioventù, pubblicata a Firenze dalla casa editrice Sansoni nel 1954, raccoglie la maggior parte delle Poesie a Casarsa e tutte le altre poesie friulane di Pasolini coprendo un arco di tempo che va dal 1939 al 1940 fino al 1953. Non sono comprese in questo volume alcune poesie pubblicate sui volumetti dell'"Academiuta di lenga furlana" e altre poesie disperse che saranno raccolte in seguito dalla Società filologica friulana a Udine nel 1965 con il titolo Poesie dimenticate.
Nella valutazione delle poesie friulane dal 1942 in poi è necessario ricordare alcuni avvenimenti che hanno segnato la poetica pasoliana in questo arco di tempo. Importante senza dubbio è la forte spinta istituzionale che la poetica friulana in generale riceve dalla fondazione dell'Academiuta che rende chiari lo scopo e la ragione del suo utilizzo. Si aggiunge a questo l'esperienza della resistenza che porta a recuperare il tema storico e politico e soprattutto lo studio che Pasolini compie in quegli anni della poesia popolare e dialettale in Italia. Da questo attento studio derivano all'autore gli strumenti linguistici necessari che gli danno la possibilità di usare la lingua friulana sfruttando al massimo tutte le sue potenzialità.

### La poesia in lingua italiana
Tra il 1943 e il 1949, contemporaneamente alla poesia in lingua friulana, Pasolini affronta la poesia in lingua italiana con una serie di scritti che verranno pubblicati solo nel 1958 in un volume dal titolo L'Usignolo della Chiesa Cattolica.

#### L'Usignolo della Chiesa Cattolica
(Baruch, L'Usignolo della Chiesa Cattolica, Longanesi, Milano 1958)
Attraverso la raccolta L'Usignolo della Chiesa Cattolica è possibile seguire il consolidarsi della struttura psichica e ideologica di Pasolini. La raccolta presenta, come dice il Ferroni, una grande varietà di forme e di modi stilistici "affermando un bisogno di offrire tutto se stesso a un contesto, a un mondo di valori collettivi".
La religiosità particolare di Pasolini si manifesta nella raccolta attraverso un percorso ideologico che va dalle suggestioni di una religione tradizionale, con i suoi valori e i suoi riti condivisi, alla scoperta del marxismo che diventa esplicita nell'ultima poesia La scoperta di Marx.
Nei versi della raccolta si sente ancora l'influenza dell'ermetismo anche se presto il poeta si muove in direzione di una poesia più attenta alle forme della realtà. Una poesia che si allontana sempre di più dalla lirica novecentesca e si riallaccia al realismo dell'Ottocento e guarda più da vicino al ritmo narrativo del Pascoli dei "Poemetti" per giungere, solo più tardi, a certe seduzioni di autori amati, come Saba, Bertolucci, Caproni, lontano in ogni caso dalla linea novecentesca.

#### Le ceneri di Gramsci
(da Il Canto popolare, Le ceneri di Gramsci,Garzanti, Milano 1957)
Con Le ceneri di Gramsci, pubblicate nel 1957 da Garzanti, Pasolini presenta undici poemetti quasi tutti scritti in terzine e sul modello di quelli del Pascoli pur nella grande libertà dei singoli versi.
I poemetti che formano la raccolta sono stati scritti tutti tra il 1951 e il 1956, molti dei quali già pubblicati sparsi precedentemente.
Protagonista delle Ceneri è la nuova realtà storica del sottoproletariato romano che il poeta vuole rappresentare così come è, perché la salvezza è quella di rimanere dentro a quell'inferno con la volontà di capirlo. Pasolini sa che di quel popolo lo attrae non la sua millenaria lotta ma la sua allegria e riconosce in se stesso una contraddizione, quella di amare un mondo che odia.
I poemetti del 1956 sono più ricchi di problematica storica e il tema centrale è l'alternarsi di speranza e disperazione che alla fine, nel Pianto della scavatrice, diventa accettazione dolorosa delle ferite provocate dai cambiamenti.

Questa tematica produce continui mutamenti di tono che passano da momenti di conversazione dimessa a lunghi discorsi di forte eloquenza, descrizioni di una realtà più bassa che si alternano a squarci storici e mitici. La poetica delle Ceneri consiste nel proposito dichiarato dal poeta di riuscire a recuperare alla poesia i caratteri logici, storici e razionali utilizzando strumenti linguistici prenovecenteschi.

### La poesia come diario intellettuale
Nelle raccolte successive il poeta non analizza più le sue interne contraddizioni ma si fa carico di motivi ideologici e polemici più chiari. Il poeta mette in risalto il carattere negativo della storia con il degrado sempre più evidente del mondo politico e intellettuale e di quello della stessa vita sociale italiana. La poesia diventa in questo caso una specie di diario che, in una forma non ancora piana, cerca di esprimere tutti i motivi che Pasolini sente nascere dentro di sé ma che non riesce ancora a sviluppare in un'esposizione saggistica. In queste ultime raccolte l'impegno stilistico si allenta nella foga di dire tutte le proprie ragioni e sembra trascurare la forma della propria poesia il cui uso è, in questo caso, solo ideologico proprio nel momento in cui accusa, come dice il Berardinelli, "un aggressivo e ricattatorio ideologismo poco attento al linguaggio"

#### La religione del mio tempo
(da Al sole in La religione del mio tempo, Garzanti, 1961)
Si può collocare La religione del mio tempo al confine tra il secondo e il terzo periodo, tra quello che era il mito del sottoproletario e la sua crisi e il mito dei popoli del terzo mondo. L'opera che esce nel 1961 da Garzanti comprende sei sezioni ed è organizzata in tre parti: La ricchezza, A un ragazzo e La religione del mio tempo nella prima parte, Umiliato e offeso, composto da epigrammi e Nuovi epigrammi nella seconda parte, mentre la sezione Poesie incivili costituisce da sola la terza parte.
Si sente in questa opera la crisi che impedisce a Pasolini di continuare con l'organica costruttività razionale e storica che lo aveva guidato nelle "Ceneri di Gramsci". Netta si affaccia la polemica contro il presente privo ormai di ogni spirito religioso e il poemetto lascia spesso il posto all'epigramma e alla canzone indirizzata per lo più a critici e dal taglio moralistico. Il piano stilistico ha minore rilevanza e gli strumenti espressivi diventano più funzionali. Si avverte da una parte la necessità di revisione, come ha detto Asor Rosa, e dall'altra una forma di distacco dal mondo del sottoproletariato. Il poeta ha preso pienamente conoscenza del mondo borghese e consapevolezza della diversità da esso, diversità che è anche rifiuto delle istituzioni. Crolla anche la fiducia nel sottoproletariato e quindi anche l'identificazione politica che Pasolini aveva con fatica raggiunto.

#### Poesia in forma di rosa
Poesia in forma di rosa, che esce, sempre da Garzanti, nel 1964 è composta da componimenti che vanno dal '61 al '63, più un lungo poemetto in appendice intitolato Vittoria ed è la più ampia delle raccolte di Pasolini.

In essa Pasolini afferma in modo ossessivo la delusione per gli sviluppi della vicenda politica e intellettuale italiana e gli pare ormai inutile tutta la dialettica, piena di illusioni, degli anni cinquanta. Il poeta, deluso e amareggiato, abiura quel mondo di ideali giovanili che ritiene perduto per sempre.

Nasce con questa raccolta il mito della "Nuova Preistoria" "quando la Società ritornerà natura" dovuto alla delusione stessa della storia e dalla presa di coscienza che "la Rivoluzione non è più che un sentimento" e a fondarla saranno i barbari, cioè le plebi meridionali e del Terzo Mondo.
La raccolta si presenta con una grande differenziazione sia tecnica che linguistica nella metrica e nello stile. I poemetti in terzine, nei quali il poeta esprime la volontà di costruire, si alternano alle sequenze di endecasillabi e ai versi tra le dieci e le tredici sillabe senza divisioni strofiche ai quali si accostano brani di prosa ritmati. Ultimo l'espediente della disposizione grafica che appare nella Seconda poesia in forma di rosa, dove le parole sono disposte in modo da richiamare la forma di un petalo di rosa.

#### Trasumanar e organizzar
(Intervista di Jean Duflot, 1969)
Trasumanar e organizzar è l'ultima raccolta di versi di Pasolini. Uscita nel 1971 raccoglie le poesie scritte durante la lavorazione di Medea e alcuni versi precedentemente pubblicati sulla rivista "Nuovi Argomenti".

Come in "Poesia in forma di rosa" la raccolta accumula poesie di vario tipo non organizzate lungo una linea tematica e stilistica.

Con "Transumanar e organizzar" si chiude un ciclo ben preciso; dalla certezza che è impossibile per l'uomo adattarsi alla Società, alla convinzione che l'uomo non può vivere senza la Società.
Nei versi di questa raccolta Pasolini si lascia andare all'oratoria con una denuncia aggressiva che riguarda la difficoltà di "trasumanar", cioè di uscire dalle condizioni umane date.

## Pasolini scrittore
Se nella poesia Pasolini esprime il fondo più nascosto della propria presenza nel mondo, nella narrativa egli entra nella realtà stessa per cogliere il senso concreto e le voci della vita collettiva. Mentre narra, egli cerca di cogliere il nucleo primitivo delle cose e, appropriandosi del valore di esse e delle persone, di entrare fisicamente in contatto con il mondo che ama e al quale partecipa con infinita spontaneità.
L'azione e la costruzione narrativa, non sono per Pasolini importanti, quello che conta è cercare di identificarsi con il mondo che rappresenta. 

### I racconti autobiografici

#### Amado mio
Per questo motivo i due racconti autobiografici della giovinezza, pubblicati postumi nel 1982 sotto il titolo Amado mio, sono tra le sue opere più sincere e vibranti. In esse si sente la partecipazione commossa e completa di un mondo primigenio del quale egli scopre la bellezza.
Il primo racconto, Atti impuri, si presenta sotto forma di diario frammentario degli avvenimenti tra il '46 e il '47 e in esso la diversità dell'autore, anche se velata da un lieve senso di colpa, è ancora vissuta come trionfante innocenza.
Il racconto Amado mio, il cui titolo è stato suggerito da una canzone cantata dall'attrice Rita Hayworth nel film Gilda del 1946, è scritto in terza persona e si svolge su uno sfondo più corale.

#### Il sogno di una cosa
Un'altra opera che contiene elementi autobiografici e che si collega al neorealismo, è il romanzo scritto tra il 1948 e il 1949, che originariamente portava il titolo I giorni del lodo De Gasperi, ma che fu pubblicato solamente nel 1962 con il titolo Il sogno di una cosa, titolo tratto da una citazione di Marx. La tematica principale è quella dei contadini e della lotta. Nelle esili storie che compongono il romanzo, viene rappresentata la vita dei giovani friulani con gli ideali, le aspirazioni e le delusioni politiche provate alla fine della guerra. Il romanzo è scritto in un italiano uniforme ed è articolato con concretezza, i dialoghi hanno una forte oggettività e le descrizioni del paesaggio infondono una malinconica eleganza decadente.

### I romanzi delle borgate romane
Con i romanzi che descrivono la vita delle borgate romane, la narrativa di Pasolini raggiunge i risultati più originali. Tra questi vi è Alì dagli occhi azzurri, pubblicato nel 1965 e che comprende tutti i bozzetti e i racconti che l'autore era andato raccogliendo durante gli anni cinquanta e i primi anni del sessanta, che troveranno la loro sintesi nel romanzo Ragazzi di vita del 1955 e Una vita violenta del 1959.
Pasolini descrive affascinato il mondo che sta ai margini della vita cittadina rappresentato da giovani vite che vivono tra piccole avventure, giochi, atti teppistici, semplici occasioni di ogni giorno nel tentativo di soddisfare primari bisogni. L'autore riesce così a cogliere, in quella umanità che possiede qualcosa di primitivo e animalesco, una sorta di autenticità e bellezza.
I romanzi, dal punto di vista narrativo, sono assai semplici e costruiti attraverso un'attenta analisi linguistica che riesce a superare il compromesso neorealistico tra lingua e dialetto. L'italiano di cui si serve la voce narrante è schematico ed elementare, mentre il romanesco parlato dei personaggi è ricco di deformazioni e stravolgimenti. Si sente in questi romanzi il rapporto di Pasolini con l'esperienza di Carlo Emilio Gadda.

#### Ragazzi di vita
Ragazzi di vita, pubblicato nel 1955 ha un carattere sperimentale. Il romanzo è formato di otto capitoli che raccontano le giornate di un gruppo di giovanissimi sottoproletari che, malgrado la loro voglia di vivere, sono destinati alla prigione, alla prostituzione o alla morte precoce tranne Riccetto, più che protagonista elemento che aggrega i numerosi personaggi, che trova un lavoro e riesce ad integrarsi nella società consumistica.

Il paesaggio tipico del romanzo è quello delle borgate ai margini di una periferia sporca e misera sul quale, tranne in alcuni paesaggi notturni dal tono crepuscolare, spicca un sole ossessivo. Alcuni di questi paesaggi sembrano anticipare certe caratteristiche del cinema di Pasolini, mentre altri elementi avvicinano il romanzo al alcuni dei miti del periodo friulano.
Il tema di spicco è quello di una pura condizione dell'infanzia e dell'adolescenza contrapposta a quella corrotta del mondo degli adulti.

#### Una vita violenta
Nel 1959 viene pubblicato il romanzo Una vita violenta che si basa invece sulle vicende di un giovane che, dopo numerose gesta teppistiche, giunge ad una coscienza politica ma morirà per un atto di eroismo. In questo romanzo si ha pertanto il ritorno dell'intreccio e del personaggio protagonista che viene presentato come un eroe positivo.

L'intento di Pasolini è quello di far conoscere il percorso di vita di un ragazzo dall'inferno delle borgate verso la salvezza di una coscienza politica, intento documentato da una dichiarazione da lui fatta nel 1959 in seguito ad una inchiesta sul romanzo e pubblicata in "Nuovi Argomenti".

#### Alì dagli occhi azzurri
Alì dagli occhi azzurri esce nel 1965 e comprende tutti i lavori di Pasolini datati tra il 1950 e l'anno della pubblicazione. In esso pertanto si possono individuare tutte le fasi precedenti, dal primo incontro con Roma al nascere del mito del sottoproletario e alla sua crisi, fino alla formazione del mito del Terzo Mondo e della Nuova Preistoria.

Nel volume sono raccolti venti brani di cui ben cinque appartengono al primo anno romano, il 1950, tre compiuti o iniziati nel 1951 e cinque scritti dal 1961 in poi. Appartengono quindi all'opera i testi letterari che corrispondono ai film omonimi di Accattone, Mamma Roma e La ricotta oltre al progetto di un romanzo intitolato Il rio della grana, mai scritto, del quale rimangono poche pagine costituite da appunti e schemi stilati tra il 1955 e il 1959. Dalla lettura dei cinque brani datati '50, che sono più che altro degli studi di carattere sperimentale, si osserva inoltre come la scelta stilistica non sia avvenuta con facilità ma come dietro ad essa ci sia stato uno studio profondo.

#### Teorema
Teorema viene pubblicato nel 1968 e può essere considerato (tralasciando Petrolio che, non concluso, verrà pubblicato postumo) l'ultimo lavoro narrativo di Pasolini essendo l'unico testo letterario presentato come opera a parte e non come sceneggiatura. I personaggi appartengono per la prima volta alla borghesia e il testo ha una struttura particolare perché alterna capitoli in prosa a versi che gli conferiscono, rispetto al film omonimo, una pienezza e validità maggiore.

### Le sceneggiature
Pubblicate da Garzanti in volume sono le quattro sceneggiature corrispondenti a Il Vangelo secondo Matteo del 1964, Uccellacci e uccellini del 1965, Edipo re del 1967 e Medea del 1970.
Uccellacci e uccellini e Medea sono particolarmente importanti perché permettono di ricostruire tutto il retroterra culturale e letterario dell'opera cinematografica di Pasolini.
Il rapporto tra film e sceneggiatura e le numerose fasi della lavorazione vengono chiarite negli appunti premessi a "Uccellacci e uccellini" sotto il titolo di Confessioni tecniche e nella accurata documentazione delle varie fasi di "Medea" raccolte con il titolo Visioni della Medea (trattamento). Queste ultime indicazioni sono già organizzate e numerate con tutte le indicazioni tecniche del film da girare. Il volume riguardante la Medea raccoglie anche l'intervista fatta a Callas, che interpreta il film, oltre le poesie scritte dall'autore durante la lavorazione del film stesso.

### Il teatro
La produzione teatrale di Pasolini avviene contemporaneamente all'elaborazione di "Teorema". Nel 1967 appare sul n. 7-8 di "Nuovi Argomenti" Piliade e nel 1969 sul n. 15 Affabulazione. Sempre su questa rivista era apparso nel '68 il Manifesto per un nuovo teatro dove Pasolini sosteneva la necessità di un teatro libero da formalismi e ricco di contenuti, un "teatro di parola" da opporsi al "teatro della Chiacchiera e al teatro del Gesto e dell'Urlo, che sono ricondotti a una sostanziale unità: 
1. dallo stesso pubblico (che il primo diverte, il secondo scandalizza);
2. dal comune odio per la parola (ipocrita il primo, irrazionalistico il secondo").

Questo teatro avrebbe dovuto rivolgersi alla classe operaia ed essendo "Teatro di Parola" doveva scrivere testi nell'italiano scritto e letto ed essere un "rito culturale".

Il teatro, per Pasolini, doveva essere un teatro che, pur ponendosi dei problemi e dibattendo delle idee, non doveva necessariamente proporre delle soluzioni.

#### Pilade
Si tratta di un'opera di transizione dove i protagonisti rispecchiano una forte componente autobiografica e nella quale il mito classico e il mito personale, l'ideologia marxista e la psicanalisi s'intrecciano.

#### Affabulazione
In Affabulazione, seppure esiste la poetica del canone sospeso, vi è una forte esigenza di razionalità e l'ambiente è interamente borghese.

#### Calderón
Nel titolo della terza tragedia vi è un chiaro riferimento a La vita è sogno di Caldéron de la Barca ed infatti il testo, diviso in stasimi (canti del coro) che nella tragedia greca dividevano un episodio (scena che si trova tra due stasimi) dall'altro, gioca sullo scambio tra il sogno e la realtà. Il messaggio della tragedia è quello dell'impossibilità della rivoluzione, sia per gli studenti che per gli operai, dal momento che la speranza di vederli liberi è solamente un sogno.

#### Orgia
La vicenda si sviluppa in sei brevi episodi ambientati nella camera da letto dell’Uomo e della Donna, coniugi di mezza età appartenenti alla ricca borghesia cittadina.

#### Porcile (opera teatrale)
L'opera è ambientata interamente a Godesberg, città della Germania nei pressi di Bonn, nell'estate del 1967.

#### Bestia da stile
L’opera fu definita da Pasolini la sua auto biografia, infatti scrive nella nota introduttiva del dramma: "Ho scritto quest’opera teatrale dal 1965 al 1974, attraverso continui rifacimenti, e quel che più importa, attraverso continui aggiornamenti: si tratta infatti, di una autobiografia."[1] All’interno sono contenuti temi politici e letterari che hanno caratterizzato la vita dell’autore. Pasolini identifica nella figura di Jan Palach il suo alter ego, condividendo con il ragazzo del dramma ideali, vita, resistenza, spirito politico e rivoluzionario.

### Pasolini saggista
Negli anni cinquanta la critica di Pasolini presta attenzione ai caratteri espressivi delle opere letterarie con una lettura sempre "militante" dei testi, ma è solo negli ultimi anni che lo scrittore è riuscito a trovare la giusta espressione negli interventi brevi della sua saggistica provocatoria, che esprimono una condanna dei nuovi costumi della realtà contemporanea suscitando forti polemiche e reazioni.

### Post mortem

#### La Divina Mimesis
L'opera, pubblicata subito dopo la sua morte, è volutamente incompiuta, frammentaria e piena di presagi. La Divina Mimesis è la confessione di un immenso vuoto d'amore e dialogo smarrito con sé stesso. Essa rivela una grande solitudine in un mondo dominato dalla forza del male, del potere, della violenza e della degradazione.
Ripercorrendo i primi gironi del viaggio dantesco, nell'inferno del mondo moderno, giudica la società contemporanea e amplia le punizioni per le nuove categorie di peccatori.

#### Petrolio
Petrolio è l'opera incompiuta dello scrittore che venne pubblicata solamente nel 1992 suscitando molto scalpore. Essa racchiude in sé tutti gli elementi della grande tradizione letteraria e ritrova il suo legame con il grande romanzo del Settecento e dell'Ottocento. Vi è nell'opera la descrizione impietosa di una società ostile e nemica che si mescola a una viva confessione autobiografica piena di sensi di colpa, di sconforti, di desideri e di ribellioni. Il romanzo diventa così sociale e oggettivo, specchio di una tragedia collettiva ma anche personale.
Rw